# Полірування (манікюр)
У манікюрі полірування — це косметичний аксесуар, призначений для полірування поверхні нігтів. Довгий час виготовлявся із замші та використовувався з полірувальною пастою на основі перлового порошку, тепер найчастіше виготовляється із синтетичних матеріалів. Його дві або чотири сторони мають різну зернистість, яку слід використовувати послідовно, щоб спочатку усунути великі недоліки, перш ніж надати нігтю блиску.
Полірування має ефект оздоровлення нігтя за рахунок видалення верхніх шарів кератину. Занадто інтенсивне використання може зробити їх крихкими.